# Kem sô cô la bạc hà
Kem sô cô la bạc hà là một hương vị kem bao gồm kem với mảnh nhỏ của sô cô la bạc hà. Trong một số trường hợp, rượu bạc hà được sử dụng để cung cấp các hương vị bạc hà, nhưng trong nhiều trường hợp bạc hà hoặc hương liệu bạc hà được sử dụng. Màu thực phẩm thường được thêm vào để làm cho nó có màu xanh lá cây, nhưng nó có thể có màu trắng khiến nó trông giống "hoàn toàn tự nhiên" hoặc "hữu cơ".
Theo Hiệp hội Thực phẩm bơ sữa Quốc tế (IDFA), 3% tổng số kem được bán năm 2000 là sô cô la bạc hà, đây là hương vị phổ biến thứ 10 của kem. Trong cuộc khảo sát 'Tháng kem quốc gia' tháng 7 năm 2017 của IDFA, Mảnh sô cô la bạc hà được xếp hạng là hương vị kem phổ biến thứ tư của Mỹ.
Sự phổ biến của hương vị đã dẫn đến việc sử dụng nó trong các thực phẩm khác (như bánh quy và bánh trứng đường) cũng như một số sản phẩm như mỹ phẩm, bình xịt phòng và thậm chí cả chất bôi trơn cơ thể. Nhà sản xuất kem Baskin-Robbins đã tạo ra một loại kẹo cứng có tên là "chip sô cô la bạc hà" có vị tương tự như loại kem cùng tên của họ (là một trong những "hương vị truyền thống" của họ).
Một số thương hiệu đặt tên nó là sô cô la (hoặc choco) mảnh bạc hà, hoặc chỉ là mảnh bạc hà. Nó còn được gọi là bạc hà bòn bon, chủ yếu ở Minnesota và Wisconsin.